# バリオニクス
バリオニクス（Baryonyx）は、中生代前期白亜紀（約1億3,000万 - 1億2,500万年前）の現イギリスに生息していた獣脚類（肉食恐竜）。属名は「重々しいツメ」を意味する。

## 特徴

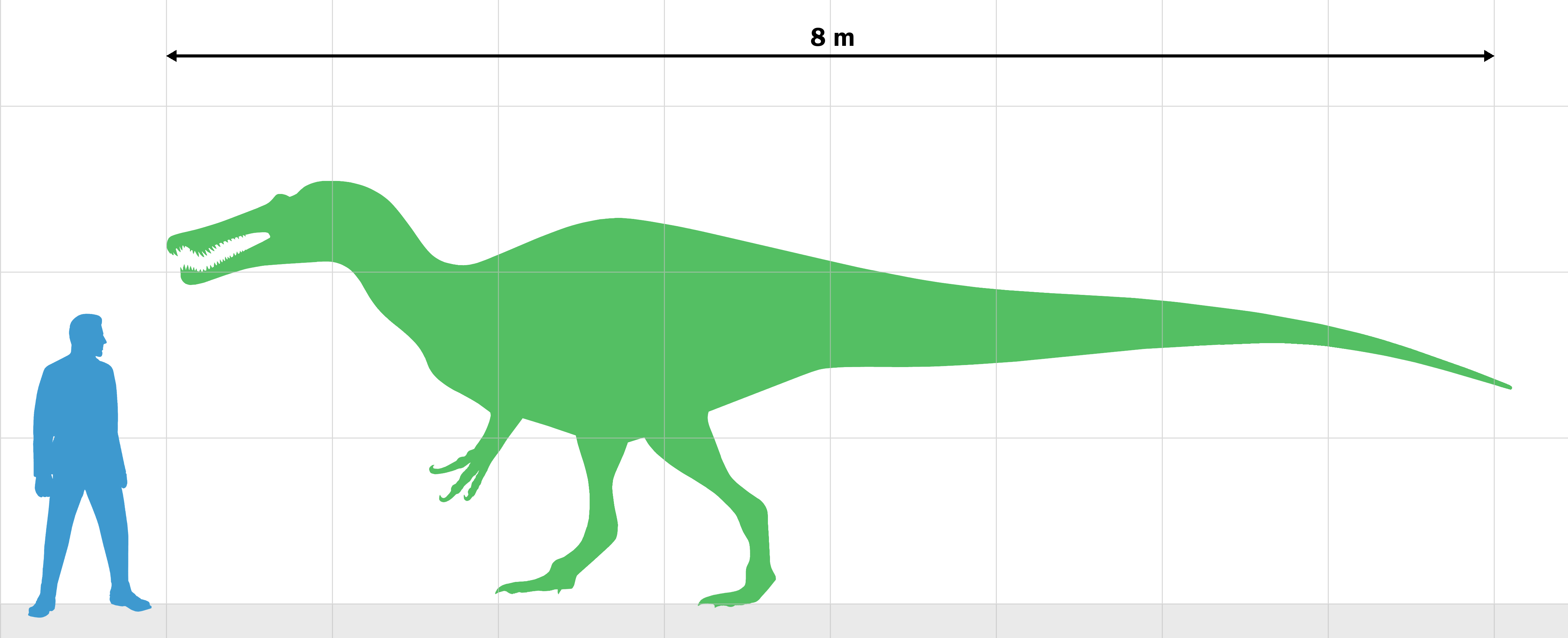
人との大きさ比較

バリオニクスは全長7.5〜9メートル、体重1.2〜1.9トンの大型魚食恐竜。この体格は共存した肉食性獣脚類のネオヴェナトルやエオティラヌスを凌いでいる。腹部からは胃酸で溶かされた魚類のスケエンスティアや鳥脚類のイグアノドン科の残骸が見つかっている。どちらかと言えば短足なスピノサウルスに対し、本種バリオニクスは標準的な体型をしていた。

### 頭部
バリオニクスはガビアルを思わせる顎と96本の歯を振るうことで、前述の水辺の生物や死骸を食べていたと考えられてる。またトーマス・ホルツは、スピノサウルス科の特徴的なフック状の顎が他の恐竜の弱点(手首や首筋)に噛み付くにも便利だったと述べている。
頭頂部正中線上に骨質のとさかがあり、それが背面脊柱上の棘突起が伸長した稜(背ビレ)へと続いていた。

### 頸部
グレゴリー・ポールなどはスピノサウルス科の首は緩いアーチを描くように前方へ伸ばしていたと考え、この考えが長らく支配的だった。
しかし近年ではシギルマッササウルスの研究により、スピノサウルス科の首は深いS字状に曲げられるほど柔軟性に富んでいたことが示されている。そのため実際にはサギ科のような水上からの急襲が可能だったようだ。

### 前肢

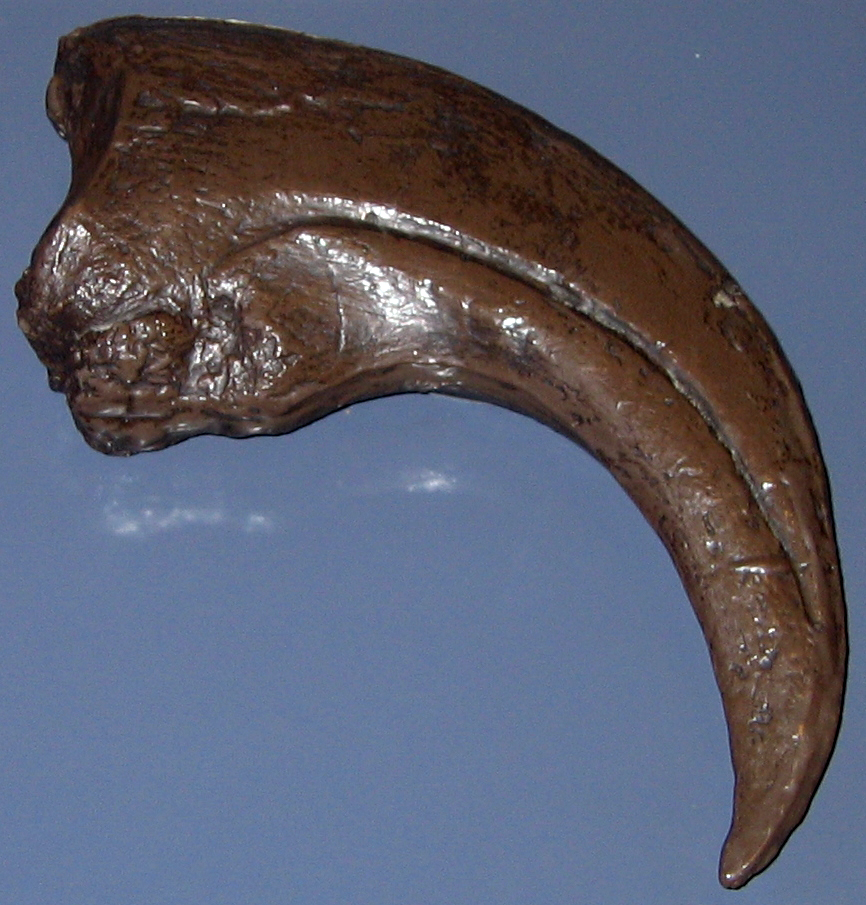
バリオニクスの爪

バリオニクスの身体的な特徴の一つに、学名の由来でもある前足の指一本についた30センチメートルほどもある大きな爪が挙げられる。これは当初「巨大なドロマエオサウルス類の第二趾の爪」と考えられていたが、その後の調査により、前肢の爪であること、持ち主はドロマエオサウルス類ではなく、既知の恐竜には無い特徴を持つ非常に興味深い動物であることが判った。
この重々しい爪については、「熊のようにふるって魚を突き刺した」「重い体が岸で滑らないように支えるためのアンカーだった」などの仮説や、一般的な獣脚類に比べ顎が細長く咀嚼力で劣る為「草食恐竜を襲う際の武器としていた」などの仮説が挙げられているが、明確な証拠はあがっていない。
中野美鹿は鉤爪の用途に関してディスプレイや繁殖時の姿勢維持について活用した可能性を完全には否定しなかったが、最も現実的な使い方として漁の際に地面へ突き刺して姿勢安定に役立てた可能性を指摘している。

## 生態

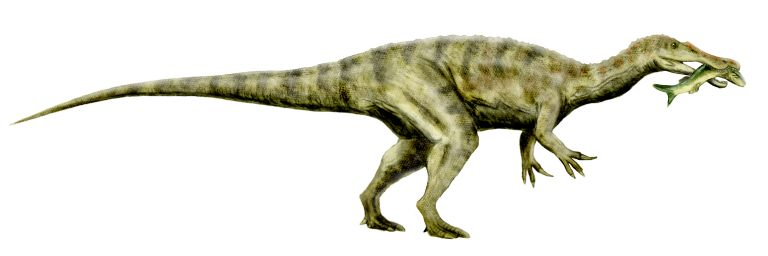
魚をくわえている復元図

バリオニクスが魚食であるという説は、発見当時、消化器系があった場所から魚の鱗と見られる化石が発見されたことから提示された。また、バリオニクスはスピノサウルスと同様に、比較的まっすぐな形状で、滑らかな表面に縦方向のすじがついた歯を持つ。これは、ティラノサウルスなどのステーキナイフのようなぎざぎざを持ち後方へ反り返った歯と大きく異なり、滑りやすい魚などにしっかりと突き刺し、そのまま飲み込むための物とされている。比較的細長い形状の口吻など、これらの特徴は魚食である現生のワニとも共通しており、また当時イギリスを含むヨーロッパは島嶼であり、魚食に適していたともいえる。しかしながら、消化器官からは魚以外に未消化のイグアノドンの骨も発見されており、現生のワニやクマがそうであるように、魚食のみならず他の動物を襲ったり、その死体を食べることもあったと考えられる。

## 分類
スピノサウルスなどと共にスピノサウルス科 Spinosauridae を形成していると考えられる。